# At the Weser
At the Weser è un cortometraggio muto del 1909. Il nome del regista non viene riportato nei credit del film di cui si conoscono pochissimi dati certi.

## Produzione
Il film fu prodotto dalla Lubin Manufacturing Company.

## Distribuzione
Distribuito dalla Lubin Manufacturing Company, il film uscì nelle sale cinematografiche statunitensi nel febbraio 1909.